# Ruangroj Mahasaranon
Ruangroj Mahasaranon, (en tailandés:เรืองโรจน์ มหาศรานนท์). (28 de marzo de 1946). Militar de Tailandia, fue Comandante Supremo de las Reales Fuerzas Armadas de Tailandia. Después del golpe de Estado de 2006, se integró en la junta militar denominada Consejo para la Reforma Democrática bajo la Monarquía Constitucional como Consejero Principal. En 2007 se integró en el Partido del Poder del Pueblo y fue sustituido por Boonsrang Niumpradit.